# Prosopocera myops
Prosopocera myops là một loài bọ cánh cứng trong họ Cerambycidae.